# Chili op de Paralympische Winterspelen 2014
Chili was een van de landen die deelnam aan de Paralympische Winterspelen 2014 in Sotsji, Rusland.

## Deelnemers en resultaten
(m) = mannen, (v) = vrouwen 

### Alpineskiën
| Paralympiër    | Onderdeel                | Resultaat | Prestatie      |
| -------------- | ------------------------ | --------- | -------------- |
| Jorge Migueles | Slalom, staand (m)       | 25e       | 2:05.40        |
| Jorge Migueles | Reuzenslalom, staand (m) | 20e       | 2:48.80        |
| Santiago Vega  | Slalom, staand (m)       | 32e       | 2:28.63        |
| Santiago Vega  | Reuzenslalom, staand (m) | DNF       | Niet gefinisht |